# Phyllodromica tarbinskyi
Phyllodromica tarbinskyi är en kackerlacksart som först beskrevs av Bei-Bienko 1932.  Phyllodromica tarbinskyi ingår i släktet Phyllodromica och familjen småkackerlackor. Inga underarter finns listade i Catalogue of Life.